# W31 (核弾頭)
W31は、アメリカ合衆国が開発した核弾頭。アメリカ陸軍の各種ミサイルの弾頭として配備された。
1958年-1961年にかけて生産された。インプロージョン方式のブースト型核分裂兵器であり、核物質には高濃縮ウランを用い、トリチウムなども併用する事により核出力を増大させている。サイズは直径28-30インチ、長さ39インチ、重量900-945ポンド。mod 0 Y1からmod 3 Y3までのサブタイプがあり、核出力はサブタイプにより1、2、12、20、40ktである。信管には触発、空中爆発、時限が用意されている。

## 搭載兵器
- MGR-1 オネスト・ジョン：1959年-1987年まで配備。1,650発生産。搭載弾頭 Mod 0 Y1（2kt）、Mod 0 Y2（40kt）、Mod 3 Y3（20kt）。
- MIM-14 ナイキ・ハーキュリーズ地対空ミサイル：1958年-1989年まで配備。2,550発生産。搭載弾頭 Mod 2 Y1（2kt）、Mod 2 Y2（40kt）。
- 核爆破資材（ADM, Atomic Demolition Munition）：アメリカ陸軍およびアメリカ海兵隊に1960年-1965年まで配備。300発生産。